# Капрові
Капрові (Caproidae) — родина променеперих риб родини Окунеподібні (Perciformes). Родина включає 12 видів у 2 родах. Раніше капрові були поміщені у ряд зевсоподібні, але тепер їх відносять до Perciformes, так як вони мають багато спільних характеристик з окунеподібними, наприклад у будові хвостового скелету.

## Поширення
Капрові поширені дуже широко і зустрічаються в субтропічних і тропічних областях Атлантичного, Індійського і Тихого океанів, де вони зустрічаються, головним чином, на глибинах понад 50 м (160 футів).

## Опис
Капрові мають високі і тонкі тіла. Дрібні риби, завдовжки до 30 см (12 дюймів). Забарвлення тіла червоного, рожевого і сріблястого кольору

## Палеонтологія
Найдавніші скам'янілості капрових датуються серединою еоцену, приблизно 48,6-40 млн років тому.